# Miklavž na Dravskem polju
Miklavž na Dravskem polju (in tedesco St. Nikolai) è un comune di 6 275 abitanti della Slovenia.